# Terry Paine
Terence „Terry“ Lionel Paine, MBE (* 23. März 1939 in Winchester, Hampshire, England) ist ein ehemaliger englischer Fußballspieler. Er hält den Rekord für die meisten Spiele für den FC Southampton.
Paine schloss sich im Alter von fünfzehn Jahren seinem Heimatverein Winchester City an. Nach etwas mehr als einem Jahr absolvierte er Probetrainingseinheiten bei Vereinen wie beispielsweise dem FC Portsmouth und dem FC Arsenal. Der FC Arsenal wollte den 16-jährigen Paine, der zu dieser Zeit auch bei der britischen Eisenbahn arbeitete, verpflichten und sandte ihm die Vertragspapiere zu. Diese Dokumente erreichten jedoch den Empfänger nicht und nachdem ein Arbeitskollege Paines den damaligen Trainer vom FC Southampton Ted Bates über die Fähigkeiten des Talents informierte, unterschrieb er dort einen Amateurvertrag.
Kurz vor seinem 18. Geburtstag debütierte Paine für Southampton im Spiel gegen den FC Brentford. Der gelernte rechte Außenstürmer und Mittelfeldakteur spielte in insgesamt 17 Jahren bei diesem Klub und ist mit 713 Liga- und 50 FA-Cup-Spielen aktueller Rekordhalter des FC Southampton. Darüber hinaus ist er nach Mick Channon und Matt Le Tissier mit seinen 160 Treffern der historisch drittbeste Torschütze des Vereins.
Paine wurde ab 1963 in die englische Nationalmannschaft berufen, die sich in einer mehrjährigen Vorbereitung auf die Weltmeisterschaft im eigenen Land befand. Alf Ramsey berief ihn dann auch in den Kader für das Turnier. Paine spielte in der Gruppenphase gegen Mexiko, als England mit 2:0 gewann. Dies war jedoch das einzige Spiel, das Paine in dem Turnier bestritt, da Ramsey sich für ein innovatives Spielsystem ohne konventionelle Flügelstürmer, den Paine verkörperte, entschied. Die Mannschaft gewann im Anschluss die Weltmeisterschaft und wurde bekannt als „wingless wonder“. Paines 19. Länderspiel gegen Mexiko war auch zugleich sein letzter Einsatz für England.
Nach seiner Zeit in Southampton wechselte Paine zu Hereford United, wo er zwei Spielzeiten verbrachte. Einer kurzen Trainertätigkeit in Kuwait folgte dann eine Beschäftigung als Spielertrainer bei Cheltenham Town.
Im Jahr 1984 wanderte Paine nach Südafrika aus und kehrte 1988 nach England zurück, wo er Assistenztrainer von John Sillett bei Coventry City war. Nach zwei Jahren zog er wieder nach Südafrika, um dort als Trainer zu arbeiten. Außerdem machte er sich einen Namen im afrikanischen Fernsehen, wo er mit dem ehemaligen Torwart von Manchester United, Gary Bailey, den englischen Fußball in der wohl bekanntesten Fußballsendung des Kontinents präsentierte.
Aufgrund seiner Verdienste für den englischen Fußball wurde Paine 1977 mit dem Order of the British Empire als MBE ausgezeichnet.

## Erfolge
- Weltmeister: 1966 (1 Einsatz)